# Louis Boone
Louis Antoine Jozef Maria Boone, né le 22 avril 1883 à Turnhout et y décédé le 30 mai 1944 fut un homme politique flamand, membre du parti catholique.
Il fut docteur en droit et avocat; il fut élu député de l'arrondissement de Turnhout (1921-25); il fut échevin de l'enseignement et des Beaux-Arts de Turnhout,
Il fut créé chevalier de l'ordre de Léopold.

## Généalogie
- Il fut le fils de Emile (1855-1923) et Josephina Oktavia De Somer (1862-1946).
- Il épousa en 1907 Marie-Louise Misonne (1883-1964);
  - Ils eurent 6 enfants : Adeline (1909-1962), André (1910-1974), Marie-Louise (1912-1996), Elisabeth (1914-2008), Josephine (1916-2003), François (1918-2008).

## Sources
- base bio ODIS
- Avis mortuaire

- Ressource relative à plusieurs domaines :   - ODIS